# Matt Dallas
Matthew Joseph Dallas (Phoenix, Arizona, Estados Unidos, 21 de octubre de 1982) es un actor estadounidense, más conocido por su papel de Kyle Trager de la serie Kyle XY de la ABC Family.

## Carrera
Comenzó a interesarse por el cine cuando su abuela lo llevó a ver la obra "El patito feo" con 12 años de edad. Tras mudarse a Los Ángeles (California), trabajó como modelo y empezó a adentrase en el mundo del cine con 18 años. Tiene dos hermanos y una hermana menores que él, siendo además el único actor en su familia. Se graduó en el Paradise Valley High School y asistió a la escuela de arte de Arizona. Matt está involucrado en numerosas causas benéficas como Autism, Generosity Water y Unicef entre otros. Es un amante de los animales hasta el punto de que su actual perro "Sebastian", de raza mixta, fue rescatado por un amigo suyo y adoptado posteriormente por el actor. Estre sus aficiones se encuentra el cine, esquiar y salir con su familia y amigos. Es amigo íntimo de la cantante Katy Perry, el cantante Simon Curtis, el actor Charlie Bewley y el fotógrafo Tyler Shields entre otros.
Ha participado en películas como Babysitter Wanted y protagonizado la serie de televisión de ABC Family, Kyle XY. Dallas también ha aparecido en Living the Dream, en Wannabe, en Camp Slaughter, y en Way of The Vampire, además de participar como invitado al programa de televisión Entourage. En 2004, Dallas colaboró en un videoclip de Fan 3 en "Geek Love". En 2005, colaboró junto a Mischa Barton en el videoclip "Goodbye My Lover" de James Blunt; así como en el videoclip de la canción "Thinking of you" de Katy Perry. 
Dallas también fue parte del elenco de la serie de ABC, Eastwick, en la que interpreta el papel de Chad, un tipo sexy que tiene un romance con una mujer mayor llamada Roxie. En 2013 participó con su compañero XY Jean-Luc Bilodeau en la segunda temporada de la nueva serie estadounidense de ABC Family, Baby Daddy.
En abril de 2010 estrenó The Business of Falling in Love, en la que también actúa Hilary Duff.

## Vida privada
El 6 de enero de 2013 hizo pública su relación con el músico y ejecutivo Blue James Hamilton
a través de su Twitter verificado. Están juntos desde 2009.  Ambos llevan el canal de You Tube "Matt & Blue", en el que muestran cómo es su vida como un matrimonio homosexual en los Estados Unidos. Además, desde que adoptaron a su hijo Crow en 2015, han mostrado sin reservas cómo va evolucionando la relación familiar. Enfocan su canal desde la naturalidad, la normalización y sobre todo el amor. Publican desde vídeos informativos a cerca de la adopción de su hijo hasta vlogs de viajes y acampadas con él.
Sus fanes se hacen llamar el Team Matt Dallas. Mattinas sus fanes femeninas y Matinos sus fanes masculinos.

## Filmografía

### Televisión
| Año       | Título      | Rol         | Notas                 |
| --------- | ----------- | ----------- | --------------------- |
| 2005      | Entourage   | Male Model  | Episodio: "Chinatown" |
| 2006–2009 | Kyle XY     | Kyle Trager | Protagonista          |
| 2009      | Eastwick    | Chad        | Episodios 1-7         |
| 2013      | Baby Daddy  | Fitch       | Temporada 2           |
| 2014      | Anne & Jake | Jake        | Protagonista          |

### Cine

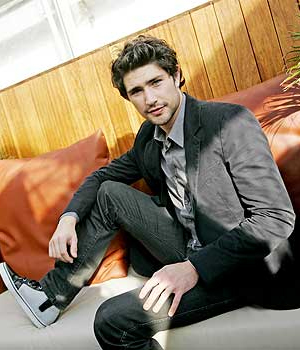
Matt Dallas

| Año  | Título                        | Rol                | Notas                    |
| ---- | ----------------------------- | ------------------ | ------------------------ |
| 2005 | Way of the Vampire            | Todd               |                          |
| 2005 | Camp Slaughter                | Mario              |                          |
| 2005 | Wannabe                       | Monkee Dancer #1   |                          |
| 2006 | Living the Dream              | Michael            |                          |
| 2006 | Shugar Shank                  | Evan               | Cortometraje             |
| 2007 | The Indian                    | Danny              |                          |
| 2008 | Babysitter Wanted             | Rick               |                          |
| 2010 | As Good as Dead               | Jake               |                          |
| 2010 | In Between Days               | Ashley             | Cortometraje             |
| 2010 | Beauty & the Briefcase        | Seth               | Película para televisión |
| 2011 | The Story of Bonnie and Clyde | Henry Methvin      |                          |
| 2011 | You, Me & The Circus          | Max                |                          |
| 2012 | The First Ride of Wyatt Earp  | Bat Masterson      |                          |
| 2012 | The Ghost of Goodnight Lane   | Ben                |                          |
| 2012 | Naughty or Nice               | Lance Leigh        | Película para televisión |
| 2013 | Into The Heart Of America     |                    | Documental               |
| 2013 | Insolated                     | Ambassador         |                          |
| 2013 | Life Tracker                  | Scott Orenhauser   |                          |
| 2013 | Dig                           | Craig              | Corotmetraje             |
| 2014 | 1%ERS                         | Ryan               |                          |
| 2014 | Thunder Road                  | SPC. Darryl Sparks |                          |
| 2015 | Phantasmagoria: The Movie     | Don                |                          |
| 2015 | Whe are you, Bobby Browning?  | Bobby Browning     | Posproducción            |
| 2015 | Wake                          | Robb               |                          |
| 2016 | Tell Me Your Name             | Pastor John        | Posproducción            |
| 2016 | Paradox                       | Caleb              | Preproducción            |
| 2017 | Alaska Is a Drag              | Declan             |                          |

### Teatro
| Obra                                                     | Recinto                   | Director       |
| -------------------------------------------------------- | ------------------------- | -------------- |
| The Music Man                                            | Paradise Valley Playhouse | Shannon Obrian |
| El cuento de invierno                                    | Paradise Valley Playhouse | Shannon Obrian |
| El diario de Anne Frank                                  | Stagebrush Theatre        | T.J. Weltzein  |
| The Dinig Room                                           | Paradise Valley Playhouse | Shannon Obrian |
| Bye Bye Birdie                                           | Greasepaint Theatre       | Wendy Leonard  |
| Bill and Ted’s Symphonic Adventure                       | The Phoenix Symphony      |                |
| West Side Story                                          | Valley Youth Theatre      | Bob Cooper     |
| El sueño de una noche de verano en Shakespeare en el río | Shakespeare on the River  | Dave Chorley   |
| Little Shop of Horrors                                   | Paradise Valley Playhouse | Jeana Whitaker |

### Videos musicales
| Año  | Título                 | Rol           | Notas                         |
| ---- | ---------------------- | ------------- | ----------------------------- |
| 2005 | "Geek Love"            | Geek          | Video musical de Fan 3        |
| 2005 | "Goodbye My Lover"     |               | Video musical de James Blunt  |
| 2008 | "Thinking of You"      | Love interest | Video musical de Katy Perry   |
| 2014 | "It´s My Belly Button" | Kyle XY       | Video musical de Rhett y Link |

## Premios y nominaciones

### Premios
- 2007: "Rising Star Award" en la ceremonia de entrega del Premios Saturn
- 2007: "Premio Film Angel" en la categoría "Mejor Artista Revelación" Festival Internacional de Cine de Mónaco por su trabajo en El Indio
- 2007: "Premio del Cine Ángel" en la categoría "Mejor Grupo Fundido" Festival Internacional de Cine de Mónaco por su trabajo en El Indio (junto con el resto del elenco de la película)

### Nominaciones
- 2007: Saturn Award en la categoría de "Mejor Actor en un Programa de Televisión" por su trabajo en Kyle XY
- 2007: Teen Choice Award en la categoría de "Choice TV: Breakout" por su participación en Kyle XY
- 2008: Saturn Award en la categoría de "Mejor Actor de Televisión" por su participación en Kyle XY
- 2011: Nominada en la categoría "WMIFF Mejor Actor en una Película" en la World Music y el Festival de Cine Independiente (WMIFF) por su participación en You, Me & The Circus.